# Hellnar

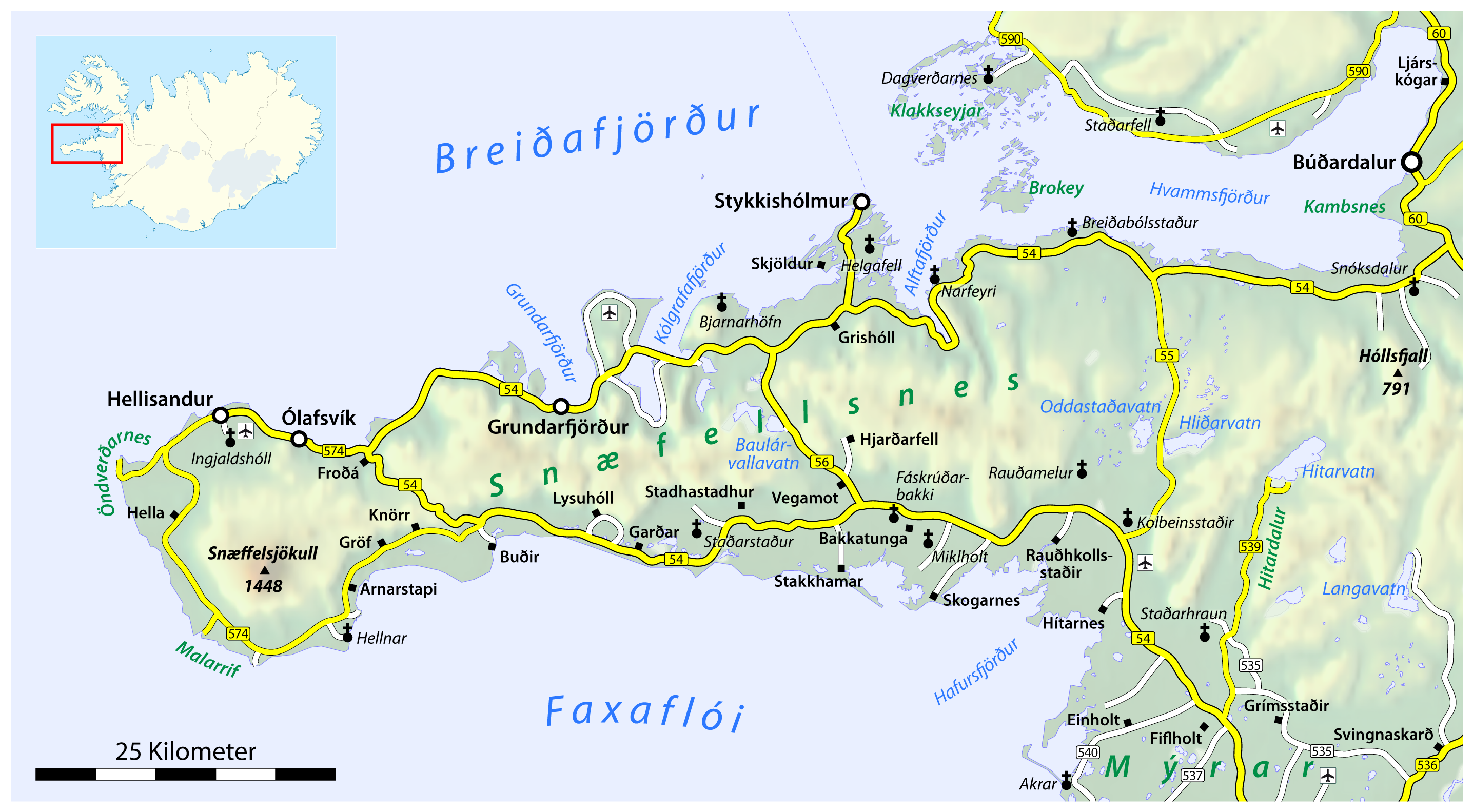
Karte der Halbinsel Snæfellsnes

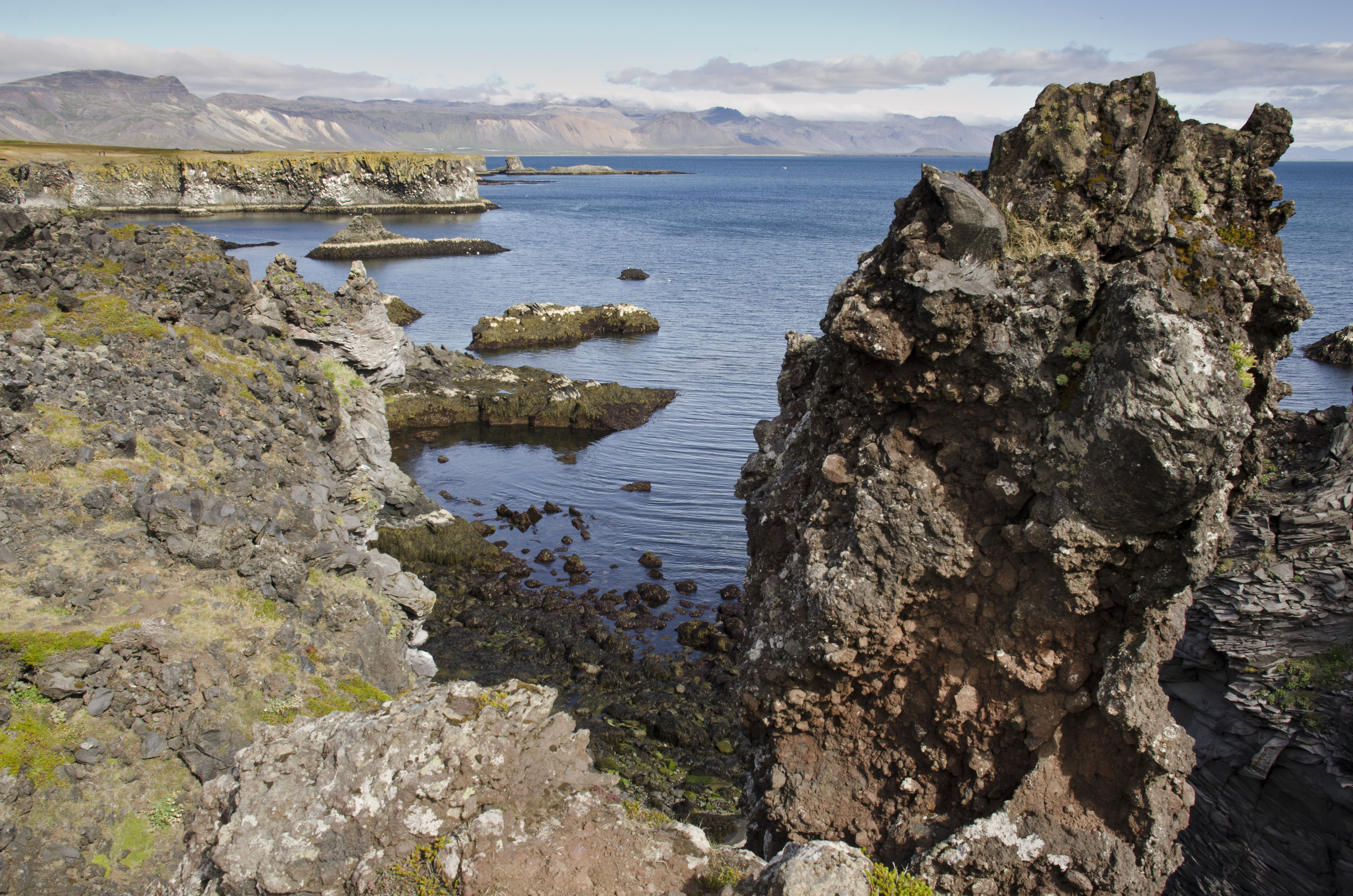
Küste zwischen Hellnar und Arnarstapi

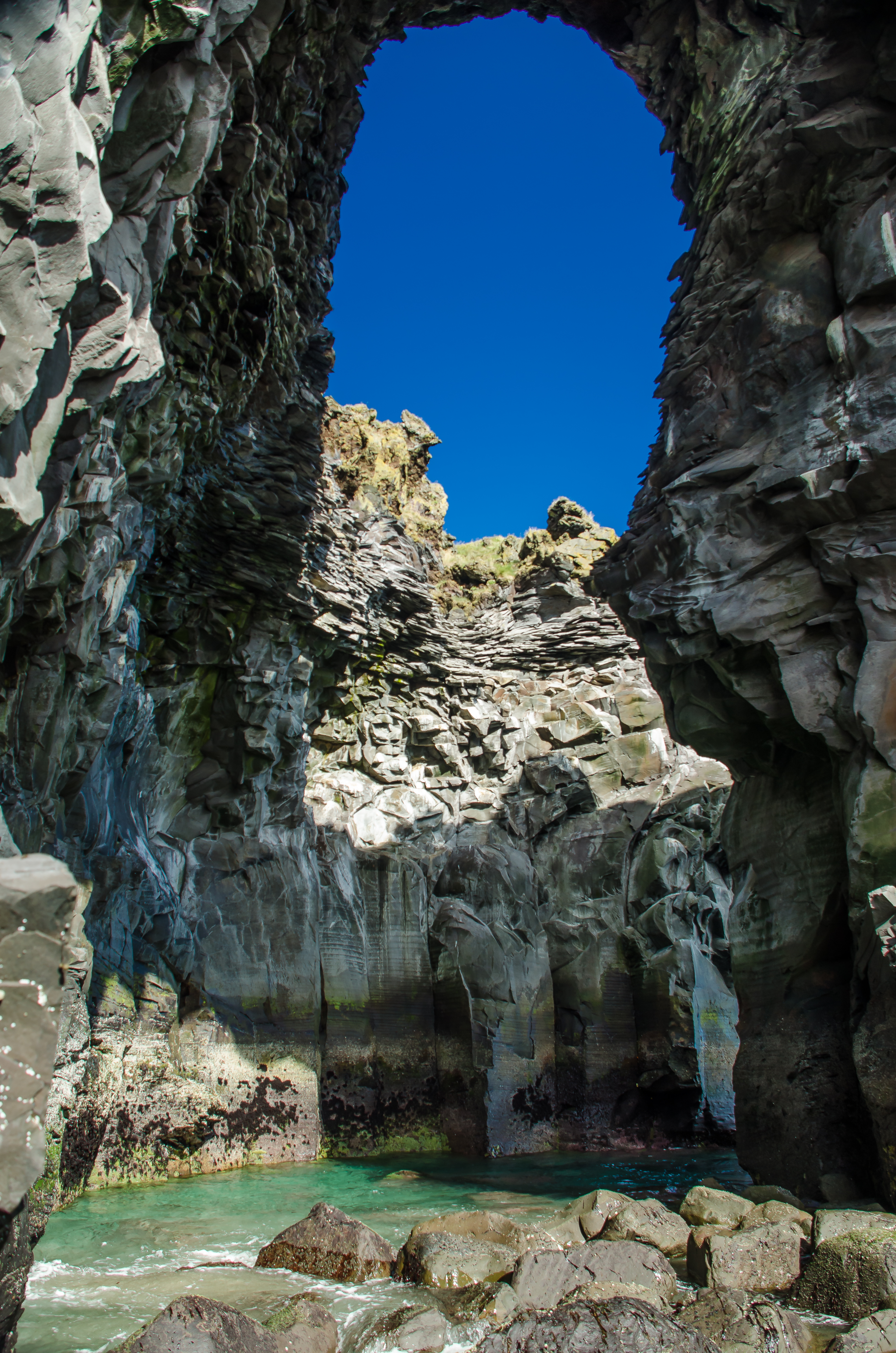
Felsformation Baðstofa

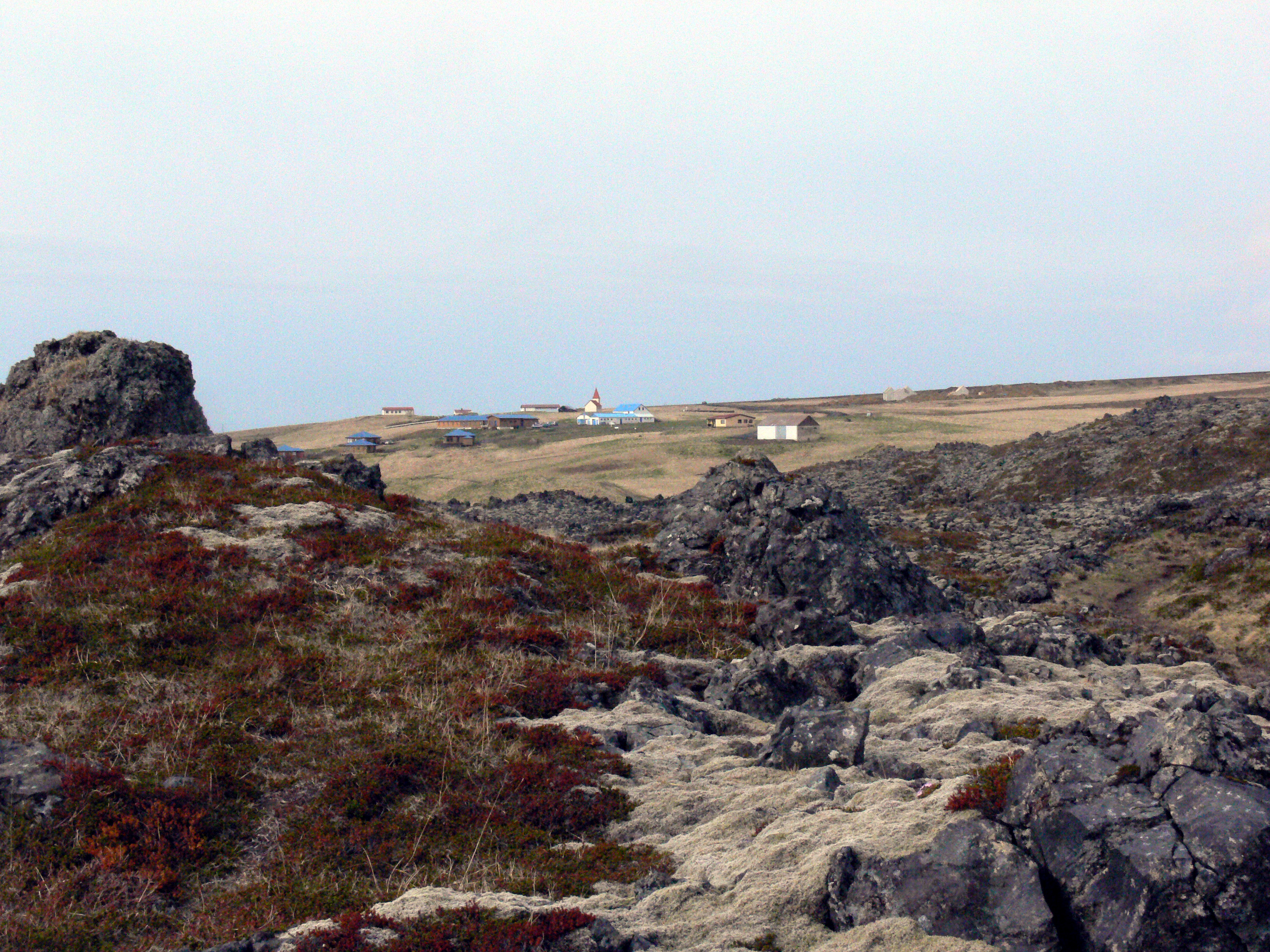
Hellnar

Der kleine Ort Hellnar liegt am Fuße des Snæfellsjökull auf der Südseite der Halbinsel Snæfellsnes. 
Er gehört zur Gemeinde Snæfellsbær und besteht aus einigen Bauernhöfen, einem Hotel, einem Kaffeehaus, das im Sommer offen ist, und den Ausstellungsräumen des Snæfellsjökull-Nationalparks.

## Besonderheiten
Es handelt sich hier um ein altes Fischerdorf, in früheren Jahrhunderten eines der bedeutendsten an den Küsten von Snæfellsnes. Hier lebten im 18. Jahrhundert über 200 Menschen, die in größeren Ruderbooten für 8 und 10 Mann aufs Meer hinausfuhren und ein recht ärmliches Leben führten.
Heute wird von hier aus kaum mehr zum Fischfang gefahren. Das geschieht allerdings noch vom Nachbarort Arnarstapi aus, zu dem man auf einer sehr lohnenden Wanderung entlang der Küste gelangen kann.
Man lebt hier inzwischen von der Landwirtschaft und vom Tourismus, einigen Sommerhäusern und einem Hotel.
Das Auskunftszentrum des Snæfellsjökull Nationalparks befindet sich im Ort. Man plante zunächst, es nach Hellissandur zu verlegen, jedoch reichten die Mittel angesichts der ab Oktober 2008 einsetzenden Wirtschaftskrise dazu nicht aus.
Die kleine Kirche, die äußerst malerisch gelegen ist, wurde 1945 geweiht. Kirchen gab es im Ort seit Ende des 19. Jahrhunderts.
Am Meer liegen einige größere Höhlen, z. B. die Baðstofa, die vom Meer umspült werden. Manchmal kann man auch bei Flut mit dem Boot hineinfahren.

## Persönlichkeiten

### Ásgrímur illi
Im 18. Jahrhundert lebte hier Ásgrímur Vigfússon (1758–1829), ein Mann mit zwei Beinamen: Hellnaprestur (dt. Pfarrer von Hellnar) und Ásgrímur illi (dt. „Der böse Ásgrímur“).
Er hatte sich schon als junger Mann in seiner ersten Pfarrei in Staðarsveit mit seiner Gemeinde überworfen und tat das in Hellnar wieder, so dass er sogar zweimal seines Amtes enthoben wurde. Mit Hilfe einflussreicher Freunde, u. a. in Kopenhagen, gelang es ihm jedoch, dies jedes Mal rückgängig zu machen. Er hatte nicht nur den Ruf, persönlich von höchst schwierigem Temperament zu sein, sondern auch immer wieder gegen die Gesetze seines Amtes zu verstoßen. Z.B. segnete er die Ehe eines recht liederlichen Paares, obwohl bekannt war, dass der zukünftige Ehemann schon an anderem Orte verheiratet war.

### Guðlaugur Bergmann
Der Besitzer des Gästehauses und späteren Hotels in Brekkubær, Guðlaugur Bergmann (1938–2004), war einer der Vorreiter im Umweltschutz auf Island und mitverantwortlich dafür, dass Snæfellsnes der Green Globe 21 für umweltverträglichen Tourismus verliehen wurde.
Er hatte seine Karriere als Kaufmann begonnen und leitete neben dem Hotel auch den kleinen Verlag Leiðarljós.

### Dieter Roth
Der Schweizer Künstler Dieter Roth besaß ein Haus in Hellnar und flog manchmal selbst mit einem kleinen Flugzeug hierher. Er hatte für den Ausbau des hiesigen Flugplatzes Sorge getragen.
Sein Grab befindet sich auf dem kleinen Friedhof des Ortes.